# 阿利斯泰尔·布朗利
阿利斯泰尔·布朗利，OBE（英語：Alistair Edward Brownlee，1988年4月23日—），英国铁人三项运动员，获得2012年奥运会和2016年奥运会男子铁人三项两届金牌，是该项目唯一的两届奥运冠军。他也获得两次铁人三项世锦赛冠军（2009与2011年），两次世界团体冠军（2011与2014年），三次欧洲冠军和一次英联邦运动会冠军（2014年）。2013年他被授予大英帝国勋章。

## 家庭
弟弟乔纳森·布朗利也是一名铁人三项运动员，获得2012年奥运会铜牌、2016年奥运会银牌。

## 外部連結
- 阿利斯泰尔·布朗利在的頁面
- 官方网站
- Alistair Brownlee profile on britishtriathlonmedia.org
- Alistair Brownlee profile at triathlon.org （页面存档备份，存于）
- Alistair Brownlee profile （页面存档备份，存于） at Channel 4
- Alistair Brownlee profile at BBC World Olympic Dreams （页面存档备份，存于）